# Россель, Луи Натаниель
Луи-Натаниэль Россель (фр. Louis-Nathaniel Rossel; 9 сентября 1844 года, Сен-Бриё — 28 ноября 1871 года, Сатори под Париж) — французский офицер и политический деятель. 19 марта 1871 года он стал единственным высокопоставленным французским офицером, присоединившимся к Парижской Коммуне. Был военным министром Парижской коммуны.

## Биография
Родился 9 сентября 1844 года в Сен-Бриё в Кот-д’Армор на северо-западе Франции. Отец Росселя был выходцем из гугенотской (протестантской) семьи из города Ним (исторический регион Лангедок-Руссильон) и происходил из Сен-Жан-дю-Гар Камизар. Его мать, урожденная Сара Кэмпбелл, была из Шотландии. Россель получил образование в Prytanée Militaire (Военная академия).
Участвовал в качестве офицера инженерных войск во франко-прусской войне (1870—1871). Франция проиграла войну и 26 февраля 1871 года и был подписан предварительный мирный договор между Францией и Пруссией. 1-3 марта прусские войска находились в Париже. Фактически французская армия была деморализована. Канцлер Пруссии О. фон Бисмарк потребовал разоружения Национальной гвардии. Большая часть регулярных войск сложила оружие.
В Париже начались волнения, вылившиеся в революцию. В Париже было установлено самоуправление, длившееся 72 дня (с 18 марта по 28 мая). 26 марта прошли выборы в Парижскую коммуну.

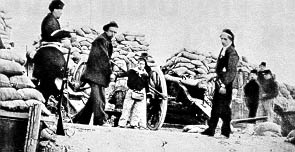
Баррикады, построенные коммунарами в Париже. 1871 год

Возмущённый предательскими действиями генералитета Франции, Россель подал 19 марта 1871 в отставку. 20 марта 1871 года он прибыл в Париж, стал на сторону Парижской Коммуны. Был назначен на должность командира 17-го легиона Национальной гвардии, председателя военного трибунала, начальника главного штаба военного министерства. С 30 апреля стал военным делегатом Коммуны.
Когда Россель стал военным министром Коммуны, сменив Гюстава Поля Клюзере после отказа от форта Исси (30 апреля 1871 года). Он немедленно приказал построить новое кольцо баррикад внутри существующих валов на случай, если правительственные войска («Версальцы») прорвутся через первую линию обороны. Россель также попытался сконцентрировать и централизовать 1100 артиллерийских орудий, разбросанных по всему городу. Многие из них вышли из строя, так как их затворы хранились в арсеналах в другом месте в Париже. Единственными доступными орудиями были легкие орудия, которые плохо справлялись с тяжелой артиллерией правительства.

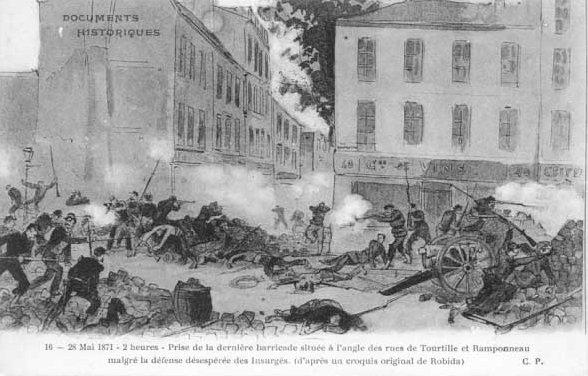
Баррикада на улице Рампоно. Париж.1871 г.

Кроме того, Россель начал работу в городе над тремя цитаделями: на Трокадеро, на Монмартре, и в Пантеоне на Левом берегу. Это были бы последние места обороны Коммунаров. Он поставил защиту городских валов под непосредственное тактическое командование пары своих самых талантливых помощников-польских эмигрантов, молодых ветеранов польского восстания 1863 года. Осознавая, что чисто пассивная оборона позволит правительственным силам сосредоточиться в любой точке, Россель разработал план организации батальонов Национальной гвардии в «боевые группы». Каждая из пяти батальонов находилась под командованием полковника и действовала при поддержке примерно 40 орудий. Но подразделения Национальной гвардии Парижской с подозрением относились к центральному управлению и по большей части отказывались служить в частях Парижа, кроме тех, в которых они жили.
9 мая 1871 года Россель ушел в отставку после девятидневного пребывания в должности, отчаявшись от бесплодных длительных обсуждений Коммуны, которые препятствовали любым серьезным действиям. Его заменил Шарль Делеклюз . Россель был арестован по распоряжению Коммуны.
После падения Коммуны Россель сбежал и некоторое время жил под вымышленным именем. Позже он был задержан версальцами и расстрелян 28 ноября 1871 года в военном центре Сатори в Версале (по некоторым данным был задушен проволокой).

Я никогда не пожалею о том, что попытался разрушить эту ублюдочную олигархию, французскую буржуазию. Возможно, нас побили, но тем не менее наши выстрелы из пушек сказали; и я надеюсь, что когда-нибудь в будущем дело демократии найдет менее недостойных и менее способных слуг, чем мы.— Луи Россель, Из письма, написанного перед казнью.